# Торнадо (фильм, 2004)
«Торна́до» (англ. Nature Unleashed: Tornado) — канадский мистический детектив, снятый в 2004 году.

## Сюжет
Джош работает оператором в крупной нью-йоркской телекомпании. Получив задание взять интервью у премьер-министра Румынии Джош и его коллега Ники отправляются в Бухарест. Расследуя связь политика с местными цыганами, они сталкиваются с деятельностью таинственной секты, осуществляющей древние обряды и жертвоприношения, призванные вызывать демонов бури. Джош и Ники пытаются предупредить власти об опасности, но упираются в стену безразличия. Иного выхода нет, и друзья пытаются разобраться во всем сами, с помощью местной цыганки Ирины…

## В ролях
| Актёр            | Роль  |
| ---------------- | ----- |
| Дэниэл Бернхардт | Джош  |
| Рут Плэтт        | Ники  |
| Аня Лахири       | Ирина |
| Стивен Шеллен    | Эрни  |